# 1423

## Esdeveniments
Països Catalans
Resta del món
- Alfons V de la Corona d'Aragó ataca Marsella.

## Naixements
Països Catalans
Resta del món

## Necrològiques
Països Catalans
Resta del món
- 23 de maig, Peníscola (Baix Maestrat): Benet XIII d'Avinyó, antipapa conegut amb el nom de Papa Luna (n. 1394).[1]